# Asadipus
Asadipus là một chi nhện trong họ Lamponidae.